# Хмельницьке (Нікопольський район)
Хмельни́цьке — село в Україні, в Нікопольському районі Дніпропетровської області. Входить до складу Покровської сільської громади. 
До 2020 року орган місцевого самоврядування — Новософіївська сільська рада. Населення — 315 мешканців.

## Географія
Село Хмельницьке знаходиться на правому березі річки Солона, вище за течією на відстані 2 км розташоване село Олександрівка, нижче за течією на відстані 3,5 км розташоване село Шолохове, на протилежному березі - селище Гірницьке. По селу протікає пересихаючий струмок з загатою.

## Археологія
У селі Хмельницькому розкопані поселення і два кургану епохи бронзи (II-I тисячоліття до Різдва Христового). В одному з них виявлено сарматське поховання II ст.